# فرودگاه پاولودار
 فرودگاه پاولودار (به انگلیسی: Pavlodar Airport) یک فرودگاه همگانی با کد یاتا PWQ است که یک باند فرود بتن دارد و طول باند آن ۲۵۰۰ متر است. این فرودگاه در شهر پاولودار کشور قزاقستان قرار دارد و در ارتفاع ۱۲۵ متری از سطح دریا واقع شده‌است.

## شرکت‌های هواپیمایی و مقصدهای پروازی
| شرکت‌های هواپیمایی | مقصدهای پروازی                             |
| ----------------- | ------------------------------------------ |
| ایر آستانه        | آلماتی، آستانه                             |
| بک ایر            | آلماتی، آستانه                             |
| بلاویا            | فصلی: مینسک                                |
| قزاق ایر          | آلماتی، چیمکند                             |
| اس۷ ایرلاینز      | دوموده‌دوو، تولمچوا (آغاز از ۲۹ اکتبر ۲۰۱۷) |
| اسکات ایرلاینز    | آستانه                                     |